# Stone Cold Steve Austin
Steven Williams (nascido Steven Anderson, Austin, 18 de dezembro de 1964) mais conhecido pelo seu ring name "Stone Cold" Steve Austin, é um ex-lutador de wrestling profissional e ator estadunidense.
Austin competiu em várias promoções de wrestling, dentre as quais se destacam a Extreme Championship Wrestling (ECW), a WWE e a World Championship Wrestling (WCW). Lutou ativamente entre 1989 e 2003, tendo sido muito bem sucedido por onde quer que lutou. Ao longo dos anos, Steve moldou a sua personalidade, tendo se afirmado como uma verdadeira lenda. Teve uma grande feud com o dono da WWE Vince McMahon. Steve é considerado um dos melhores wrestlers de todos os tempos. Atualmente, Austin está contratado pela WWE, como lenda.

## Dados Gerais
Steve Austin começou a lutar em 1989, depois de trabalhar como um estivador em Dallas, Texas. Ele viu um anúncio da escola de luta livre "Gentleman Chris Adams" e depois do treinamento, estreou como Steve Austin (para evitar confusão com  "Dr. Death" Steve Williams), em Dallas, na USWA, onde ele lutou com Jeff Jarrett, Chris Von Erich, e com o seu próprio professor Chris Adams. Logo em seguida foi para a World Championship Wrestling e teve Feuds com Dustin Rhodes e Ricky Steamboat. Austin foi despedido pelo presidente da WCW Eric Bischoff depois de sofrer um dano no tríceps.

### United States Wrestling Association (1990)
Inicialmente trabalhando sob seu nome real, foi renomeado "Steve Austin", durante a fusão World Class e Continental Wrestling Association. Mais tarde, ele retornou à Dallas e fez feud com seu antigo professor Chris Adams e Percy Pringle. Era acompanhado por Jeannie Adams (ex-mulher na vida real de Adams e ex-namorada de Austin). Durante este tempo Austin adotou o apelido de "Stunning".

### World Championship Wrestling (1991–1995)
Austin deixou o USWA em 1990 e assinou com a WCW no próximo ano. Começou sendo acompanhado por uma valet chamada Vivaz Veronica, mas mais tarde foi acompanhado por Jeannie Adams, nessa época conhecida como "Lady Blossom".  Apenas algumas semanas após sua estreia, Austin derrotou Bobby Eaton e ganhou o seu primeiro título,o WCW World Television Championship, em 3 de junho de 1991. Mais tarde naquele ano, Austin juntou-se à Alliance Dangerous e Paul E. Dangerously. Ele perdeu o WCW Television Championship para Barry Windham em uma luta de dois pins em 27 de abril de 1992, mas recuperou o título de Windham em 23 de maio. Teve um segundo reinado longo (o maior da história do cinturão), antes de perdê-lo para Ricky Steamboat no dia 2 de setembro de 1992. A The Dangerous Alliance foi dissolvida logo depois. No Halloween Havoc, ele substituiu Terry Gordy, em parceria com o "Dr . Death "Steve Williams para lutar contra Dustin Rhodes e Barry Windham pelo WCW e NWA World Unified Tag Team Championship.

### ECW (1995)
Foi contratado pela ECW por Paul Heyman, com quem havia participado da The Dangerous Alliance, na WCW.
Sua passagem na companhia foi breve, mas foi nela que Austin começou a desenvolver o personagem que futuramente o consagraria na WWF/E: o "Stone Cold".
Não ganhou nenhum título em sua estada na ECW, mas há de se destacar suas feuds com "The Sandman", por quem foi derrotado em uma luta valendo o ECW Heavyweight Championship no November to Remember, e Mikey Whipwreck, com quem lutou em uma Triple Threat Match (que também envolvia The Sandman) pelo mesmo título, no December to Dismember.

### WWF/E
No final de 1995 foi contratado pela WWF, depois que Diesel e Jim Ross convenceram Vince McMahon a trazê-lo para a companhia.
Estreou na WWE (naquela época ainda chamada "WWF") no Raw de 8 de Janeiro de 1996, com o apelido  "The Ring Master", anunciado por "The Million Dollar Man" Ted DiBiase como o sendo o novo "Million Dollar Champion" (título criado pelo próprio DiBiase). Sua primeira luta (e vitória) foi contra Matt Hardy (nessa época apenas um aspirante, que frequentemente fazia o papel de jobber nas lutas).
Pouco depois abandonou o apelido "The Ring Master", substituindo-o pelo famoso "Stone Cold".
Teve uma feud com Savio Vega, e derrotou-o na Wrestlemania XII, no que foi sua primeira aparição no evento.
Foi o vencedor do torneio King of the Ring de 1996, onde derrotou Jake "The Snake" Roberts na final. Foi durante esse evento que ele utilizou pela primeira vez o seu famoso finisher "Stunner".
Após, teve uma feud com Bret Hart, depois de perder uma luta no Survivor Series para ser o #1 Contender pelo WWF Championship, onde Hart fez a contagem de modo ilegal.
No Royal Rumble de 1997 foi eliminado por Hart, mas os juízes "não viram", e entrou novamente no ringue, eliminou Hart e venceu seu primeiro Royal Rumble, de 3 ganhos em sua carreira.
Essa vitória também o levou à sua primeira luta principal em um Pay-Per-View: por ter vencido o Royal Rumble ele iria enfrentar o campeão da WWF Shawn Michaels no In Your House 13: Final Four. No entanto, Shawn lesionou-se e deixou o título vago, e decidiu-se que iria haver uma Fatal 4-Way Match pelo cinturão. Nessa luta também competiu Bret Hart, que fez a contagem em Austin para ganhar o título, fazendo a feud entre os dois continuar. A rivalidade terminou na Wrestlemania 13, onde Hart derrotou Austin por submissão, com Ken Shamrock como árbitro.
No mesmo ano foi ainda campeão mundial de duplas pela primeira vez, com Dude Love.
Entre 1996 e 2003 foi 4 vezes campeão de duplas, duas vezes campeão intercontinental e 6 vezes campeão da WWF/E, além de ter ganho um King of the Ring e três Royal Rumbles
Na WWE teve ainda feuds com The Undertaker, Kane, The Rock, Triple H, Shawn Michaels, Mick Foley, entre outros. Mas a principal foi contra o Dono da WWE Vince McMahon, que durou vários meses e culminou em vários combates. Foi um dos lutadores mais populares da WWE. Com os 3 Royal Rumbles que venceu se tornou o maior vencedor do evento e o único a ganhá-lo 3 vezes. A última luta de Austin foi na WrestleMania XIX contra The Rock, onde perdeu.
A 22 de janeiro de 2018, Austin voltou apenas por uma noite, na comemoração dos 25 anos do Raw. Recordando momentos da "Attitude Era", Austin aplicou o "Stunner" em Mr. McMahon e outros dois em Shane.

### Hall of Fame (2009)
Austin, assim como vários outros lutadores, teve seu nome colocado no Hall da Fama da WWE. Foi indicado no ano de 2009. Até mesmo Vince McMahon, um de seus maiores rivais, ao falar de Stone Cold Steve Austin, referiu-se ao mesmo como o melhor lutador da história da WWE. Em 2011 ele participou da Wrestlemania 27 como juiz especial em um combate onde Michael Cole enfrentava Jerry "The King" Lawler.

### Cinema
Steve Austin foi convidado a fazer papel em Celebrity Deathmach e Nash Bridges, onde fez o detetive Jake Cage. Sua estreia no cinema foi em um papel de um guarda prisional no filme Golpe Baixo. Depois teve seu primeiro filme como protagonista Jack Conrad, um perigoso condenado aguardando a execução de Salvadoran da prisão, que participa de lutas clandestinas na prisão. Em 2010, Steve Austin apareceu no filme Os Mercenários, como Dan Paine, o guarda-costas e braço direito do principal antagonista do filme. Neste papel Steve Austin trabalhou ao lado de Sylvester Stallone, Jason Statham, Jet Li e Randy Couture.

### Vida Pessoal

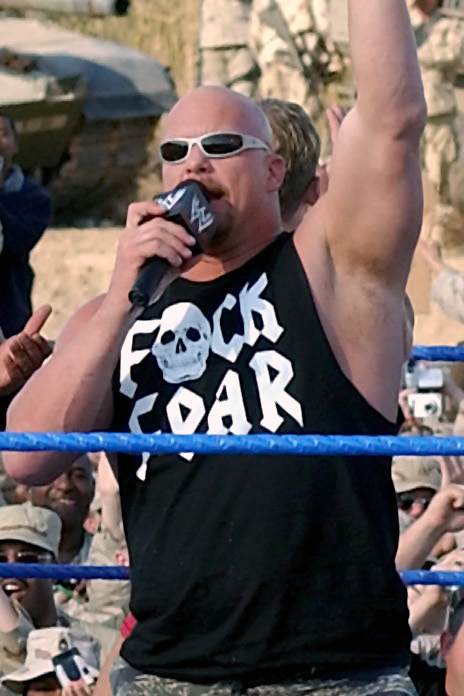
Stone Cold em 2003.

Steve Williams esteve namorando Kathryn Burrhus todo o ensino médio e universitários, e os dois se casaram em 24 de novembro de 1990. No entanto, Steve Williams seguiu uma relação com Jeannie Clark ("Lady Blossom"), com quem estava trabalhando. Seu casamento com Burrhus foi rapidamente anulado em 7 de agosto de 1992, e Steve Williams e Jeannie Clark se casaram em 18 dezembro de 1992. Juntos, eles têm duas filhas, Stephanie (nascido em 1992) e Cassidy (nascido em 1996). Ele também adotou a Jade, filha de Clark com o ex-marido Chris Adams. Jade é casada com o também lutador profissional Adam Windsor. Steve Williams e Clark se divorciaram em 10 de maio de 1999 e suas filhas vivem em Southend-[on-Sea, Inglaterra, com Clark, enquanto Jade permanece nos Estados Unidos com o marido eo filho.
Em 13 de setembro de 2000, Williams se casou Debra Marshall. Em 15 de junho de 2002, no entanto, a polícia foi chamada à sua residência em San Antonio, Texas.  Eles encontraram Marshall histérica com hematomas . Steve Williams tinha saiu de casa e foi solicitado pela polícia para não voltar. Em 14 de agosto de 2002, Steve Williams foi preso e acusado de abuso doméstico. Ele confessou nenhuma competição em 25 de novembro de 2002 e foi dada liberdade condicional de um ano, multa de US $ 1.000, e ordenou a realização de oitenta horas de serviço comunitário. Marshall diria mais tarde que a Williams era um usuário de esteróides e este incidente foi o resultado de raiva roid . Williams pediu o divórcio de Marshall em 22 de julho de 2002 e o divórcio foi finalizado em 5 de fevereiro de 2003.
Em dezembro de 2007, o boletim Wrestling Observer informou que Austin havia mudado legalmente seu nome verdadeiro (Steven Williams) para seu ring-name, Steve Austin.
"And that's the bottom line, because Stone Cold, said so"
Aposentadoria no Wrestling
Aposentado no Wrestling por conta de uma enfermidade chamada Estenose Espinhal, que é o mesmo caso do Edge. Stone Cold aposentou-se dos ringues como wrestler em 2003, mas apareceu algumas vezes na WWE depois, 30 de Março de 2003 oficialmente se retira. Uma o mais aparições na WWE por ano já é algo comum, tanto para ele, como para os fãns.

### Filmes
| Ano  | Título                              | Papel                    |
| ---- | ----------------------------------- | ------------------------ |
| 1998 | Hitman Hart: Wrestling with Shadows | Ele mesmo                |
| 1999 | Beyond The Mat                      | Ele mesmo                |
| 2005 | The Longest Yard                    | Guarda Dunham            |
| 2007 | The Condemned                       | Jack Conrad              |
| 2009 | Damage                              | John Brickner            |
| 2010 | Hunt to Kill                        | Jim Rhodes               |
| 2010 | The Stranger                        | The Stranger             |
| 2010 | The Expendables                     | Dan Paine                |
| 2011 | The Boxer and the Kid               | Dan                      |
| 2011 | Dead Man's Gold                     |                          |
| 2012 | Maximum Conviction                  | Manning                  |
| 2013 | Grown Ups 2                         | Dennis "Tommy" Cavanaugh |

### Televisão
| Ano       | Título               | Papel              | Notas           |
| --------- | -------------------- | ------------------ | --------------- |
| 1998-2002 | Celebrity Deathmatch | Ele mesmo          | 4 temporadas    |
| 1999–2000 | Nash Bridges         | Detetive Jake Cage | 6 episódios     |
| 2000      | Dilbert              | Judge              | 1 episódio      |
| 2005      | The Bernie Mac Show  | Ele mesmo          | 1 episódio      |
| 2010      | Chuck                | Hugo Panzer        | 2 episódios     |
| 2011      | Tough Enough         | Ele mesmo          | todos episódios |

## No wrestling
- Golpes
- "Stone Cold" Stunner
  - Catapult
  - Leapfrog body guillotine
  - Lou Thesz Press
  - Piledriver
  - Pointed elbow drop

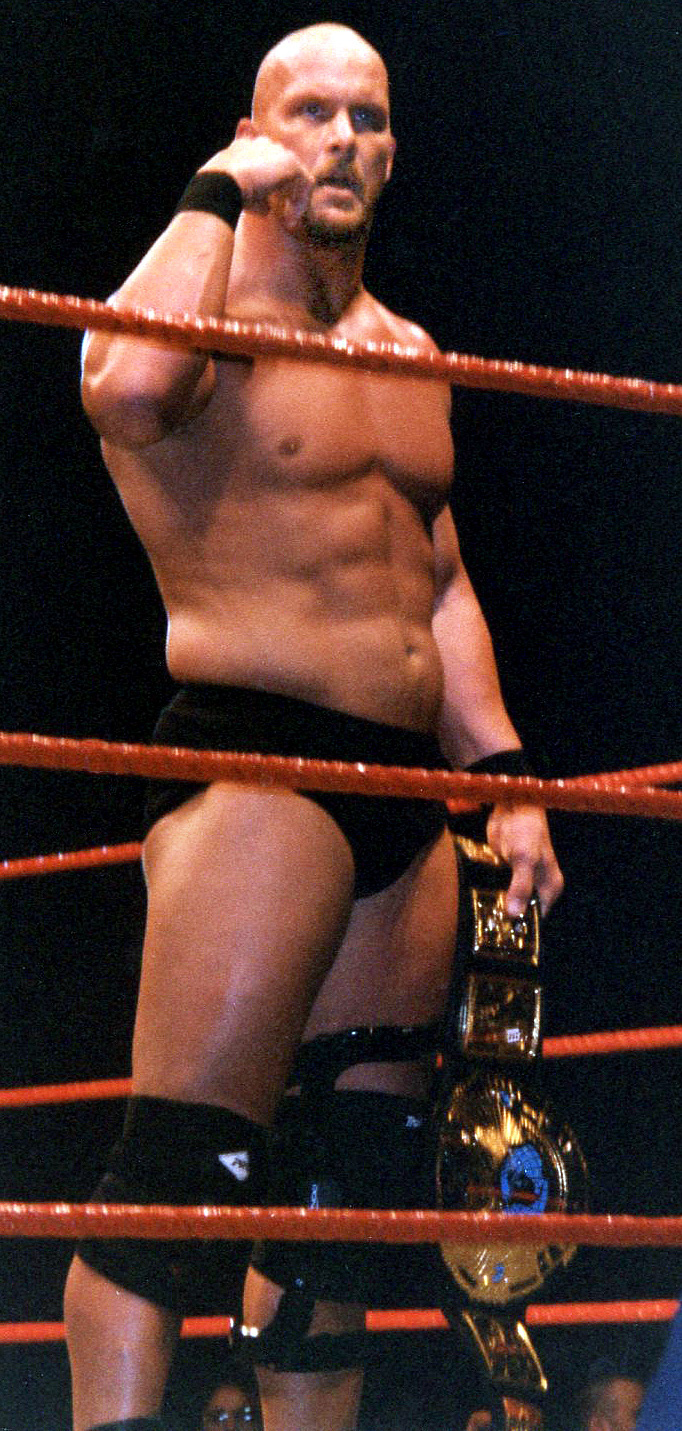
Austin como WWF Champion.

  - Second rope axe handle elbow drop
  - Spinebuster
  - Stompin' a Mudhole
  - Stomp to the opponent's groin
  - Superplex
  - Vertical Suplex

- Managers
  - Percival Pringle III
  - Lady Blossom
  - Paul E. Dangerously
  - Colonel Robert Parker
  - Ted DiBiase
  - Debra
- Vince McMahon
- Alcunhas
  - "Stone Cold"
  - The Texas Rattlesnake[12][13]
  - The Toughest S.O.B. na WWF/WWE
  - The Bionic Redneck[13][14]
  - The Extreme Superstar
  - The World's Toughest S.O.B.
  - Austin 3:16
- Frases
  - Give me a hell yeah!

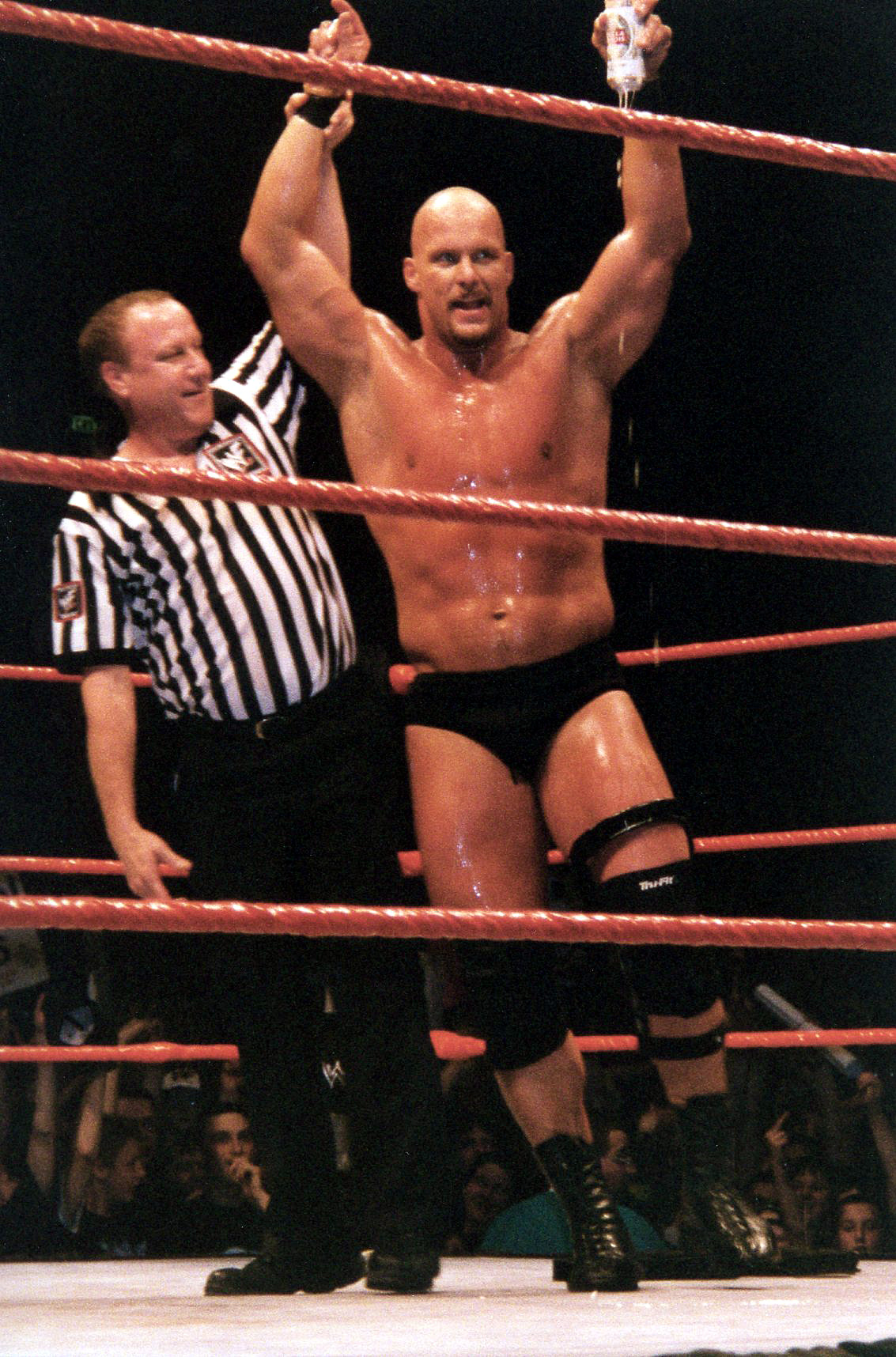
Austin comemora com o árbitro Earl Hebner.

  - And that's the bottom line, 'cause the Stone Cold said so

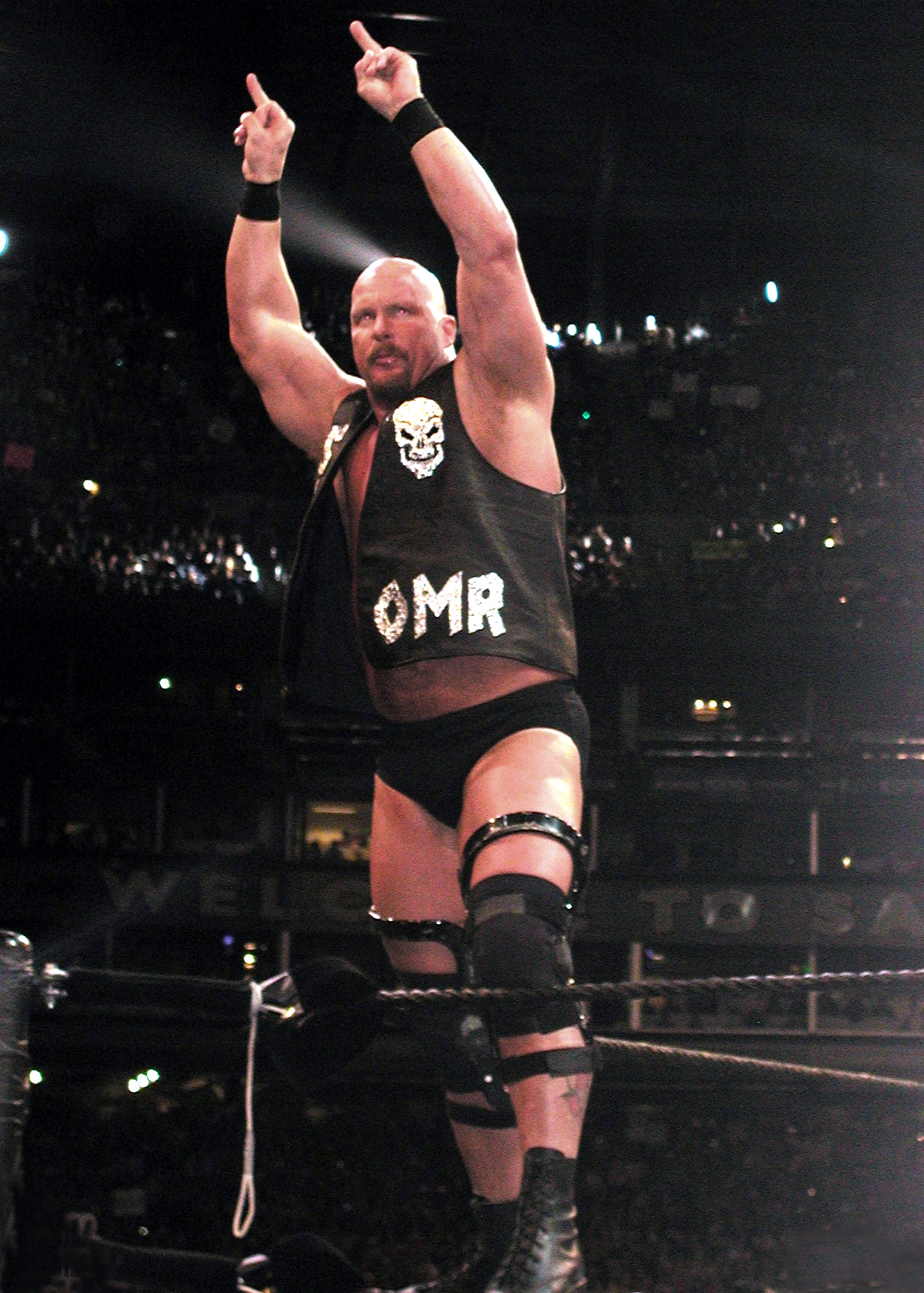
Entrada de "Stone Cold" Steve Austin.

  - What!?

- Músicas-tema
  - "Glass Shatters", Disturbed
  - "Hell Yeah", Snoop Dogg
  - "Unbreakable", Cage9

## Títulos
- Pro Wrestling Illustrated
- PWI Feud do Ano (1998, 1999)[15] vs. Mr. McMahon
- PWI Luta do Ano (1997)[16] vs. Bret Hart na WrestleMania 13
- PWI Mais Popular lutador do Ano (1998)[17]
- PWi Revelação do ano (1990)[18]
- PWI lutador do Ano (1998, 1999 )[19]
- PWI o colocou como #1 dos 500 melhores lutadores durante a PWI 500 de 1998, 1999[20][21]
- Texas Wrestling Alliance
  - TWF Tag Team Championship (1 vez) - com The California Stud[22]
- World Championship Wrestling
  - WCW United States Heavyweight Championship (2 vezes)[23]
  - WCW World Tag Team Championship (1 vez)[24]
  - WCW World Television Championship (2 vezes)[25]
- World Wrestling Federation
  - Million Dollar Championship (1 vez)[26]
  - WWF Championship (6 vezes)[27]
  - WWF Intercontinental Championship (2 vezes)[28][29]
  - World Tag Team Championship (4 vezes)[30]
  - WWF King of the Ring (1996)[31]
  - WWF Royal Rumble (1997, 1998 e 2001)[32]
  - Triple Crown Championship (5º)
  - WWE Hall of Fame (Classe de 2009)